# Dichiton
Dichiton là một chi rêu trong họ Cephaloziellaceae.